# ليلك
اللَّيْلَك أو اللَّيْلَج جنس نباتي ينتمي إلى الفصيلة الزيتونية ويضم 20-25 نوعاً من النباتات الخشبية المعمرة.

## من أنواعه
- الليلك الأفغاني (باللاتينية: Syringa afghanica)
- الليلك الريشي الأوراق (باللاتينية: Syringa pinnatifolia)
- الليلك الشائع (باللاتينية: Syringa vulgaris)
- الليلك الشبكي (باللاتينية: Syringa reticulata)
- الليلك الصغير الأوراق (باللاتينية: Syringa microphylla)
- الليلك المجري (باللاتينية: Syringa josikaea)